# Ferdinand Merz
Ferdinand Merz (* 16. Mai 1924 in Chicago; † 28. Mai 1997 in Marburg) war ein deutscher Psychologe.

## Leben
Ferdinand Merz wurde in Chicago als Sohn deutscher eingewanderter Eltern geboren, die aus familiären Gründen 1927 nach Europa zurückkehrten. Die Familie wohnte zunächst in Weilheim an der Teck. Nach dem frühen Tod der Mutter übersiedelte der Vater in seinen Geburtsort Asch (tschechisch Aš, heute Tschechische Republik). Dort besuchte Ferdinand Merz die damals fünfjährige Grundschule und das örtliche Realgymnasium. Er erlebte seine Schulzeit, wie er in seiner Selbstdarstellung schrieb, auf Grund sprachlicher Schwierigkeiten mit dem böhmischen Dialekt als Außenseiter und „Ausländer“. Die Erfahrung des Ausgegrenztseins trug nach eigener Bekundung dazu bei, „dass ich auch als Wissenschaftler immer wieder die Rolle der Opposition, des Außenseiters, suchte“. (Selbstdarstellung, S. 177).
Noch vor Abschluss des Gymnasiums kam er mit dem „Reifevermerk“ erst zum Reichsarbeitsdienst, dann zur Wehrmacht. Ende 1945 wurde er Schulhelfer im württembergischen Schuldienst, den er 1947 verließ, um in Würzburg Psychologie bei Gustav Kafka zu studieren. 1951 beendete er das Psychologie-Studium und die Promotion (Thema: „Die Politik als Gegenstand der vergleichenden Psychologie“) mit hervorragendem Ergebnis. Neben Kafka war es der 1952 aus dem Ausland (Istanbul) nach Würzburg zurückgekehrte Wilhelm Peters, der Merz prägte, auch wenn Peters bereits emeritiert war. 1953 wurde Merz Assistent des neu berufenen Ordinarius Wilhelm Arnold, seit 1957 mit Lehrauftrag. Ferdinand Merz erwarb die venia legendi für das Fach Psychologie 1960 mit der Schrift „Beurteilung der persönlichen Eigenart unserer Mitmenschen“. Er wurde 1963 Dozent an der Universität Marburg und wurde dort 1964 auf den zweiten Lehrstuhl für Psychologie (neben Heinrich Düker) berufen, wo er bis zur Emeritierung 1989 lehrte. Ehrenvolle Rufe nach Graz (1966/67) und Augsburg (1975) lehnte er ab.

## Wissenschaftliche Bedeutung
Ferdinand Merz gehörte zu jener Generation von jüngeren Wissenschaftlern nach dem Zweiten Weltkrieg, die erheblichen Anteil daran hatten, dass die Isolation der deutschen Psychologie während der Zeit des Nationalsozialismus allmählich überwunden wurde, um jene internationalen Standards zu erreichen, wie sie von den psychologischen Fachvertretern im angloamerikanischen Raum gesetzt wurden. Dies leistete er zum einen durch kleinere Beiträge zur Statistik und experimentelle Methodenlehre, zum anderen durch eigene experimentelle Forschungsarbeiten. Hier sind vor allem Studien auf dem Gebiet der Intelligenz und des schlussfolgernden Denkens, seine Lehrbücher zur Erbpsychologie und zur differentiellen Psychologie zu nennen.
Ferdinand Merz war der erste Fachvertreter, der nachdrücklich auf die Verdrängung politischer Belastungen führender Repräsentanten der deutschen Psychologie im Nationalsozialismus aufmerksam machte – angesichts der Tatsache, dass akademische Psychologen mit nationalsozialistischer Vergangenheit nach dem Zweiten Weltkrieg Lehrstuhlinhaber blieben bzw. wurden, wenn nicht sogar im Vorstand der Deutschen Gesellschaft für Psychologie eine Rolle spielten. Von jenen neomarxistischen Fundamentalisten zur Zeit der Studentenunruhen, die den Faschismus zum Hebel ihrer Kritik an der Universitätspsychologie machten, grenzte sich Ferdinand Merz entschieden ab.

## Veröffentlichungen (Auswahl)
- Deutsche Psychologie und Nationalsozialismus. Eine Erwiderung. In: Psychologie und Praxis, 5 (1961), S. 32–34.
- Die Beurteilung unserer Mitmenschen als Leistung. (Sammelreferat). In: Ber. 23. Kongr. DGfPs. Göttingen:Hogrefe 1963, S. 32–51
- Aggression und Aggressionstrieb. In: H. Thomae. Hdb. d. Psych. Bd. 2: Allgemeine Psychologie, Göttingen: Hogrefe 1965, S. 569–691
- Der Einfluss des Verbalisierens auf die Leistung bei Intelligenzaufgaben. In: Z.f.exp. u. angew. Psychologie, 18, S. 114–137
- Einführung in die Erbpsychologie Stuttgart: Kohlhammer 1977 (mit Ingeborg Stelzl)
- Geschlechterunterschiede und ihre Entwicklung. Göttingen: Hogrefe 1979
- Der Einfluss des Schulbesuches auf Intelligenzleistungen im Grundschulalter. Z.f.Entw.ps. u. Päd. Psychologie 17, S. 223–241 (mit H. Remer u. Th. Ehlers)